# Uluella formosa
Uluella formosa är en spindelart som beskrevs av Arthur M. Chickering 1946. Uluella formosa ingår i släktet Uluella och familjen hoppspindlar. Inga underarter finns listade i Catalogue of Life.